# Split (Unix)
split je unixový příkaz nejčastěji používaný k rozdělení souboru do dvou či více menších.

## Použití
Syntaxe příkazu je:
```
 $ 
split
 
[
OPTION
]
 
[
INPUT
 
[
PREFIX
]]

```

Výchozím chováním příkazu split je vytvářet soubory s pevnou velikostí 1 000 řádků. Soubory jsou pojmenovány přidáním aa, ab, ac, atd. ke jménu výstupního souboru.
Když není určeno jméno výstupního souboru je jméno souboru nastaveno na x např. xaa, xab, atd.
Pokud je místo vstupního souboru zadána pomlčka (-), data jsou odvozena ze standardního vstupu.
Pro rozdělení souboru filename na části po 50 MiB pojmenované filename.aa, filename.ab, filename.ac, …
```
$ 
split
 
-b50m
 
filename
 
filename.

```

Pro spojení souborů zpět lze použít příkaz cat
```
 $ 
cat
 
xaa
 
xab
 
xac
 
>
 
filename

```

nebo
```
 $ 
cat
 
xa
[
a-c
]
 
>
 
filename

```

nebo
```
 $ 
cat
 
xa?
 
>
 
filename

```

Další možnosti umožňují nastavit maximální délku řádku, maximální počet znaků, kolik prvků je používáno na pojmenování nových souboru a zda se budou používat písmena nebo číslice.